# 4045-ös busz
A 4045-ös jelzésű autóbuszvonal Kazincbarcika és Berente, Szennyvíztisztító telep között húzódó regionális vonal, amelyet a Volánbusz Zrt. üzemeltet.

## Útvonala
A kazincbarcikai Szent Flórián térről indul. Kihajt a 26-os főútra, majd a BorsodChem mellett haladva a berentei elágazás közelében balra kanyarodik az Ipari útra, a Hotel Fremon nevezetű munkásszálló felé. Az úton 2 kilométert robog, míg el nem eléri a Borsodi Vegyi Kombinát tövében húzódó Szennyvíztisztítót, végállomását.
Ellentétes irányban a Bányagépjavító üzem megállót is érinti. Ezen kívül útvonala változatlan.

## Közlekedése
Indításai munkanapokon történnek, 2 pár, 40 perces pihenő után indul vissza a telepről. A hőerőműi szakaszon csak ez a vonal húzódik.
2020. március 1-jével az Ipari út északi szakaszának lezárása miatt a vonal járatai azon az útvonalon közlekednek, amelyen ma is.

## Megállóhelyei
| 0 | Kazincbarcika, Szent Flórián tér autóbusz-váróterem végállomás | 0.0 km | 1054, 1369, 1384, 1410, 1411 3756, 3763, 3764, 3765, 3766, 3767, 3769, 3770, 3772, 3773, 4040, 4041, 4043, 4044, 4046, 4047, 4048, 4050, 4052, 4059, 4060, 4063, 4065, 4066, 4067, 4069, 4070, 4075, 4079, 4080, 4081, 4082, 4083, 4084, 4194 |
| 1 | Kazincbarcika, Volán-telep                                     | 0.4 km | 3756, 3763, 3764, 3765, 3770, 3773, 4046, 4047, 4048, 4050, 4052, 4058, 4061, 4062, 4063, 4067, 4070, 4075, 4081, 4082 |
| 2 | Kazincbarcika, BorsodChem IV. kapu                             | 1.4 km | 1369, 1384 3756, 3763, 3764, 3765, 3770, 3773, 4046, 4047, 4048, 4050, 4052, 4058, 4061, 4062, 4063, 4067, 4070, 4075, 4081, 4082 |
| 3 | Berente, PVC gyár bejárati út                                  | 2.8 km | 1369, 1384, 1410, 1411 3756, 3763, 3764, 3765, 3766, 3767, 3769, 3770, 3773, 4046, 4047, 4048, 4050, 4052, 4058, 4061, 4062, 4063, 4067, 4070, 4075, 4081, 4082                                                                               |
| ∫ | Berente, Bányagépjavító üzem (↑)                               | ∫      | 3756, 3763, 3764, 3765, 3770, 3773, 4046, 4048, 4049, 4050, 4052, 4058, 4061, 4062, 4063, 4067, 4070, 4075, 4081, 4082 |
| 4 | Berente, Hőerőmű főkapu                                        | 4.7 km | – |
| 5 | Berente, Szennyvíztisztító telep végállomás                    | 5.8 km | – |